# Calymma trevirani
Calymma trevirani is een soort in de taxonomische indeling van de ribkwallen (Ctenophora). De kwal behoort tot het geslacht Calymma. De wetenschappelijke naam van de soort werd voor het eerst geldig gepubliceerd in 1829 door Johann Friedrich von Eschscholtz.